# Marquês de Olinda (vapor)
O Vapor Marquês de Olinda foi um navio brasileiro capturado pela Armada Paraguaia e utilizado por essa na Guerra do Paraguai.

## O navio
O Vapor brasileiro Marquês de Olinda levava esse nome em homenagem a Pedro de Araújo Lima, Ministro, Regente e Presidente do Conselho Imperial. Não era um navio da Armada Imperial Brasileira, mas um navio civil mercante e de passageiros destinado à rota do Rio Paraná e Rio Paraguai.

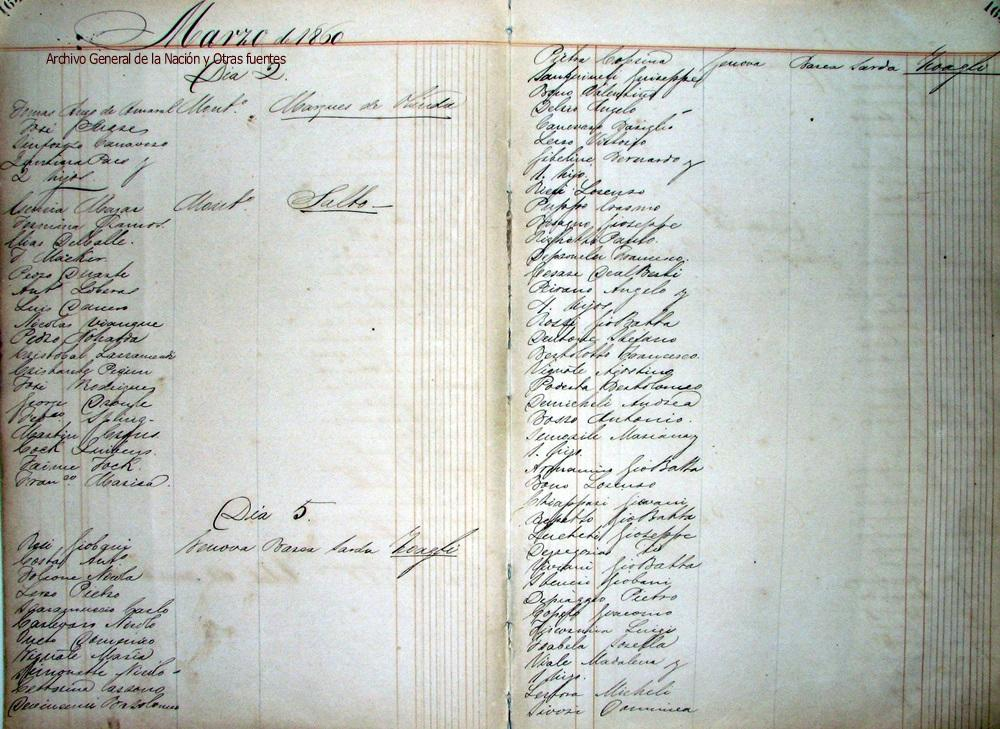
Lista de passageiros do Marquês de Olinda em 02/03/1860.

Se tratava de um vapor de casco de madeira impulsionado por rodas laterais. Possuía um baixo calado, que o tornou adequado para a navegação fluvial, tinha um deslocamento de 180 toneladas e um motor a vapor de 80hp.
Com as companhias Bernal & Cárrega primeiro, e G. Matti & Cia posteriormente, entre 1860 e 1862 realizou a rota entre a cidade de Buenos Aires e Corumbá sob comando de José Berisso, com escalas em San Nicolás de lós Arroyos, Rosario, Paraná, Corrientes e Assunção. Já no Rio da Prata, também chegou a Montevidéu para transferência exclusiva de passageiros. Em 1863, sob comando de Hipólito Betancour, ampliou seu serviço para a cidade de Cuiabá, a cerca de 660km de Corumbá, totalizando um percurso de viagem de aproximadamente 3 mil km.

## Aprisionamento
O vapor Marquês de Olinda foi capturado pelo governo paraguaio em 12 de novembro de 1864, quando subia o Rio Paraguai transportando o Cel. Frederico Carneiro de Campos, então presidente designado à província de Mato Grosso e que estava a rumar para assumir o seu posto. Esse fato, a captura do Forte Novo de Coimbra e a invasão paraguaia do Mato Grosso um mês depois, foram considerados atos de guerra pelo Império do Brasil e contribuíram para desencadear a Guerra do Paraguai. Os paraguaios, após a sua captura, o armaram e equiparam como navio de guerra nos estaleiros de Assunção, instalando 8 canhões.

## Ofensiva no Rio Paraná

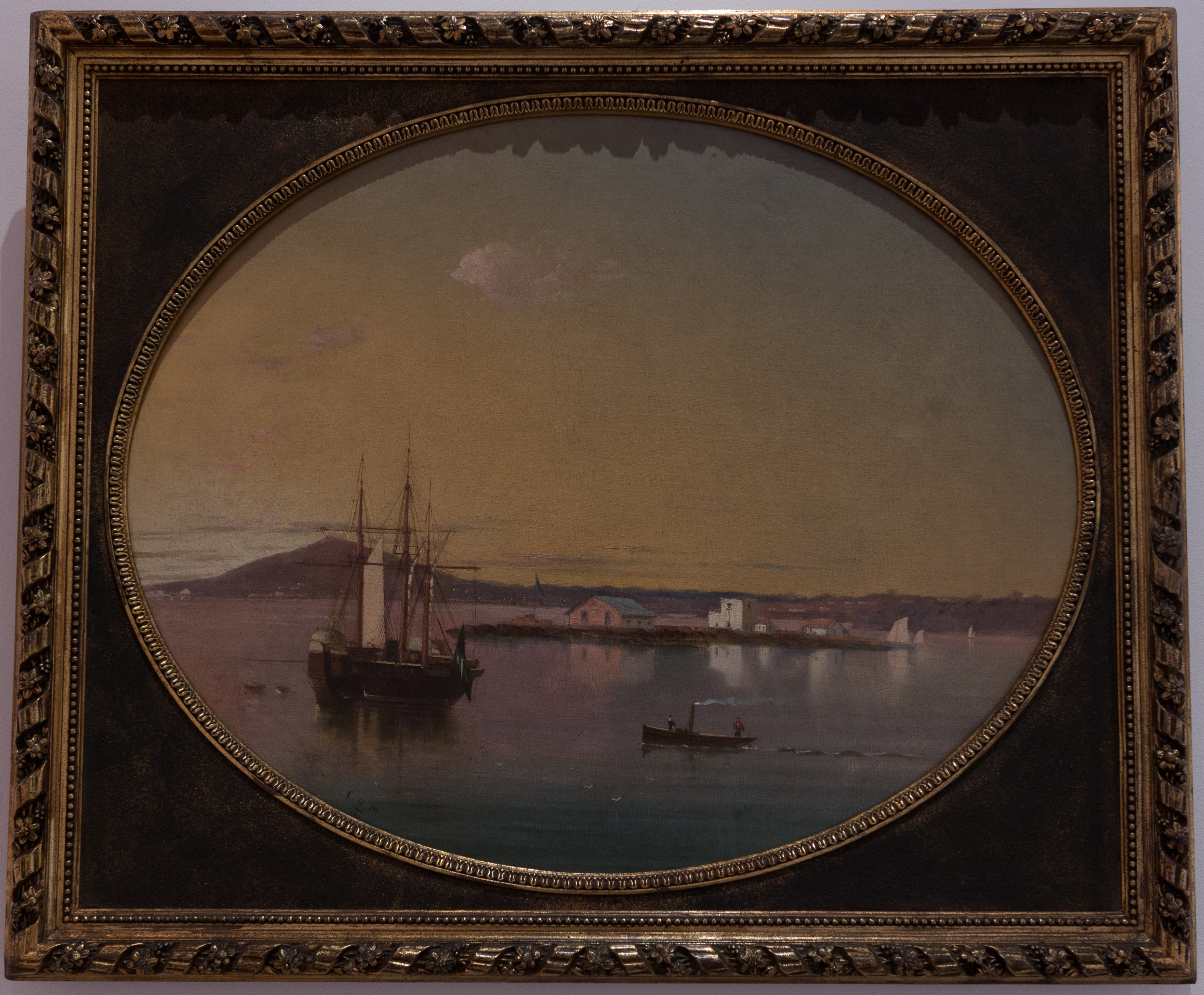
O vapor Marquês de Olinda em Assunção, da coleção Museu Histórico Nacional.

Junto dos vapores Tacuarí, Paraguarí, Yporá e Ygurey, o Marquês de Olinda zarpou de Assunção em 11 de abril de 1865 com destino a cidade de Corrientes. Na manhã de 13 de abril a esquadra sob comando de Pedro Ignacio Meza chegou a cidade argentina e após um breve enfrentamento capturou os vapores argentinos Gualeguay e 25 de Mayo que permaneciam ancorados e desarmados para reparos.
Auxiliou no rebocamento dos dois navios capturados até o Forte Itapirú, colaborou ainda com a passagem das tropas paraguaias ao território argentino e depois partiu para Assunção.
Em 8 de junho de 1865 participou da escolta que transportava o marechal Francisco Solano López ao Forte de Humaitá, junto do Yporá, Paraguarí, Ygurey, Jejuí, Yporá, Salto Oriental, Río Blanco, Paraná e Tacuarí.
A meia noite de 10 de junho, uma esquadra de nove navios e comandada pelo capitão de fragata Pedro Ignacio Meza partiu rumo a Corrientes para atacar uma esquadra da Marinha Imperial Brasileira que estava ancorada nos arredores daquela localidade. Era encabeçada pelo vapor Tacuarí (comandado por José Maria Martinez), compondo ainda a esquadra além do Marques de Olinda (Ezequiel Robles), o Paraguarí (José Alonso), o Ygurey (Remigio Del Rosario Cabral Velázquez), Yporá (Domingo Antonio Ortiz), Jejuy (Aniceto López), Salto Oriental (Vicente Alcaraz), Yberá (Pedro Victorino Gill) e o Piraveve (Tomás Pereira). 
Contudo, sofreram um atraso devido a uma falha no vapor Yberá, que também os fez serem detectados pelo vapor brasileiro Mearim na altura de Punta de Santa Catalina. Às 8:30, o confronto entre os dois esquadrões começou em frente à cidade Corrientes e se estendeu às margens do arroio Riachuelo, um afluente do rio Paraguai. A frota paraguaia continuou engajada na batalha com a esquadra brasileira até Isla Lagraña, onde subiu para ancorar perto da foz do Rio Riachuelo. 
O Marquês de Olinda, junto com o Tacuarí e o Salto Oriental, foram contra o vapor brasileiro Parnaíba, que chegou a ser abordado e invadido. A fragata Amazonas então se dirigiu ao seu auxílio, atingindo o Paraguarí e forçando-o a encalhar no banco de área próximo para não afundar e na sequência a fragata abriu fogo direto contra o Marquês de Olinda, enquanto o Tacuarí enfrentava os vapores brasileiros Araguarí e Beberibe. Com a caldeira destruída e em chamas, o Marquês de Olinda foi arrastado pela correnteza do Rio Paraná até atingir um banco de areia e afundar parcialmente. A maior parte da sua tripulação foi morta ou ferida durante a ação. Ao fim do combate, a fragata Amazonas o abordou, resgatando alguns sobreviventes incluindo o seu comandante, Ezequiel Robles, que foram levados prisioneiros. O comandante do vapor sofreu amputação de seu braço e veio a morrer pouco depois. O restante da tripulação foi conduzido a Buenos Aires e outros fugiram com ajuda de jangadas para o Chaco, liderados por George Gibson, engenheiro e tripulante do Marquês de Olinda, que mais tarde se reuniram com as tropas do general Wenceslao Robles. 
Mais tarde, Gibson relataria ao general Robles o ocorrido com o desastre do vapor: 
| “ | Eu estava parado entre a máquina até que fui chamado pelo tenente Robles para acompanhá-lo e dar uma volta pelo barco para avaliar os danos que havia recebido. Encontramos vários furos de disparos do lado estibordo acima do nível da água, mas não eram de muita gravidade porque estavam um pouco acima da linha d’água. O carpinteiro colocou ali um tampão da melhor forma que pode. Então, o comandante Robles ordenou a sua tripulação que se dirigissem ao bote para que seguissem a bordo do Tacuarí, e nisso eu vi vários buracos de disparos em lugares diferentes do navio e, enquanto estávamos ali, tentei avisar o comandante Robles para dizer ao capitão Meza para colocar dois ou três navios no canal estreio do Riachuelo para fechar a passagem dos navios, de maneira que pudéssemos impedir toda a esquadra brasileira, mas ele não o quis fazer. | ” |

Ao fim da ação, além do vapor Marques de Olinda, o Tacuarí e o Jejuí, assim como as três Chatas (pequenas embarcações rebocadas) ficaram seriamente avariadas e ou foram encalhadas nos bancos do rio ou afundadas.